# Symplocos altissima
Symplocos altissima är en tvåhjärtbladig växtart som beskrevs av August Brand. Symplocos altissima ingår i släktet Symplocos och familjen Symplocaceae. Inga underarter finns listade i Catalogue of Life.